# Nikolaj Konstantinovitsj Tarasov
Nikolaj Konstantinovitsj Tarasov (Russisch: Николай Константинович Тарасов) (Moskou, 2 oktober 1923 - Den Haag, 28 september  1994) was een Russisch rechtsgeleerde, diplomaat en rechter. In de eerste decennia van zijn loopbaan was hij jurist en diplomaat voor het Ministerie van Buitenlandse Zaken. Van 1985 tot 1994 was hij rechter van het Internationale Gerechtshof.

## Levensloop
Tarasov studeerde af in rechten aan de Staatsuniversiteit van Moskou en deed aansluitend een doctorale studie.
Van 1949 tot 1953 was hij werkzaam als adviseur bij de juridische afdeling van het Presidium van de Opperste Sovjet. Vervolgens leidde hij van 1953 tot 1956 het Bureau van de Secretaris van het Presidium en was hij daarna tot 1961 adviseur op de ambassade in Iran.
Vanaf 1961 vervulde hij enkele leidinggevende functies binnen het Ministerie van Buitenlandse Zaken en vanaf 1968 was hij plaatsvervangend vertegenwoordiger van de Sovjet-Unie bij de Verenigde Naties in New York. Vier jaar later vertrok hij naar Mexico om ambassadeur te worden tot 1976. Aansluitend was hij tot 1985 leidend juridisch adviseur voor de afdeling van buitenpolitieke planning van het Ministerie van Buitenlandse Zaken.
In 1985 werd hij gekozen tot rechter van het Internationale Gerechtshof in Den Haag, waarmee hij zijn landgenoot Platon Dmitriejevitsj Morozov opvolgde die vanwege gezondheidsredenen was teruggetreden. Na het uitdienen van diens reguliere termijn werd hij herkozen voor een termijn van negen jaar tot februari 1997. Hij overleed niettemin tussentijds in september 1994. Hij werd opgevolgd door zijn landgenoot Vladlen Veresjtsjetin.